# الإسلام في الجزائر
الإسلام دين غالبية الشعب الجزائري حيث يسيطر على طريقة الحياة في هذا المجتمع. الغالبية العظمى من السكان يتبعون المذهب السني. يحافظ الإسلام في المجتمع الجزائري على الهوية المركزية، الاجتماعية، والثقافية ويتمتع السكان بالأخلاق الإسلامية وبالتصرف في المواقف حسب الطريقة الإسلامية. أتباع المذهب الأرثوذكسي قليلون جدا في وسط المجتمع الجزائري المسلم. كذلك يوجد هناك صوفيون التي نشأت كرد فعل على وجهات نظر بعض علماء الدين.

## التاريخ

### وصول الإسلام

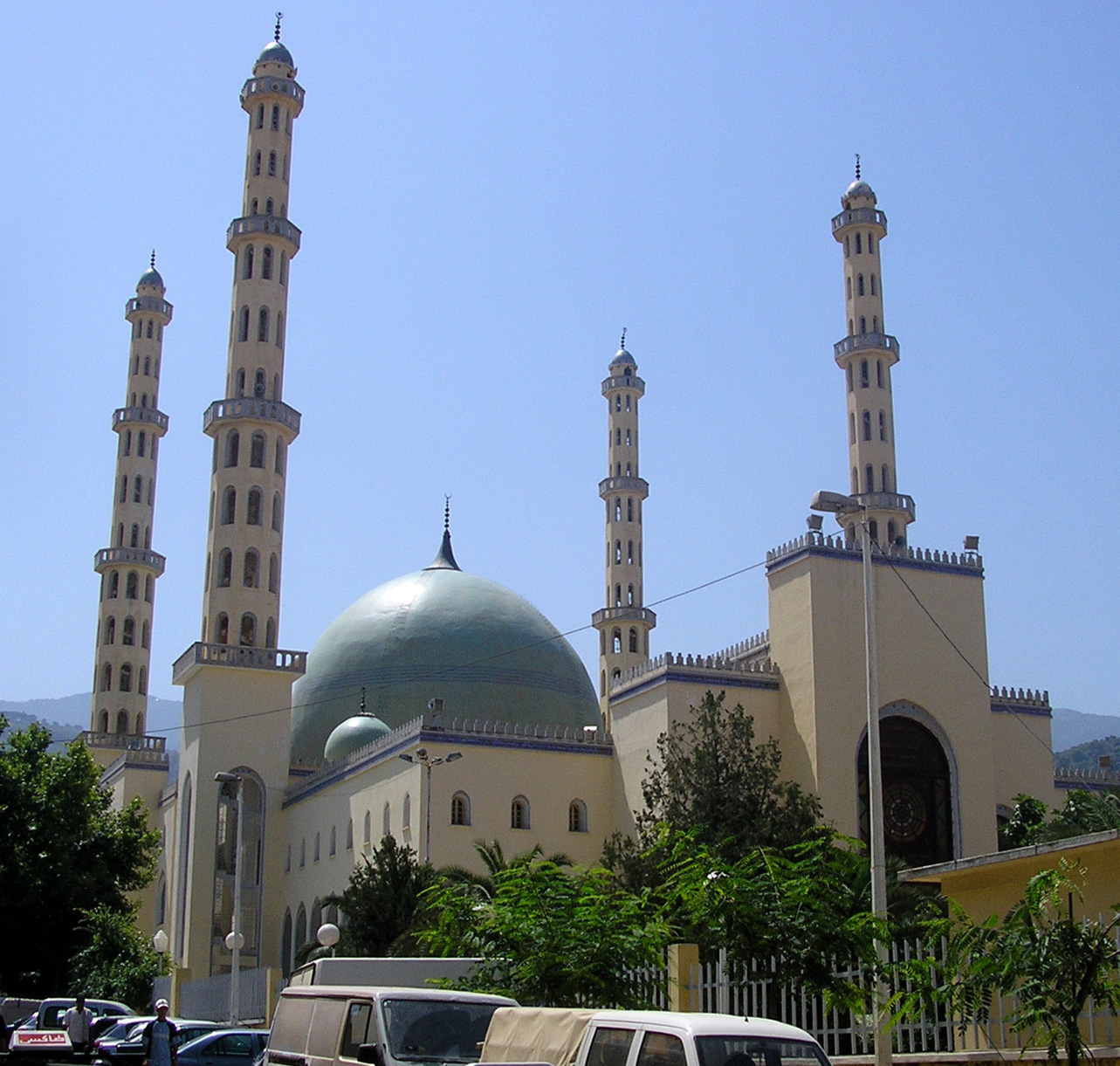
مسجد الكوثر في مدينة البليدة شمال البلاد

وصل الإسلام إلى الجزائر في عهد الدولة الأموية في أعقاب الفتح في عملية استغرقت فترة طويلة من سنة 670 إلى سنة 711. تحول السكان بسرعة إلى الإسلام ولكن المسيحيون والوثنيون بقوا على معتقدهم حتى ظهور دولة المرابطين. كما هو الحال في ذلك الزمن فقد سعى المسلمون في هذه البلاد إلى الجمع بين إسلامهم ومقاومة الخلافة الإسلامية حيث وجد الشيعة والخوارج الجو مهيأ للقيام بهذا الأمر. بحلول القرن الثامن الميلادي كان يحكم الجزائريون الدولة الرستمية التي أعلنت اعتناقها للمذهب الإباضي الذي اعتبر الخلافة الإسلامية العباسية في بغداد غير أخلاقية ومغتصبة. استطاع الشيعة الإسماعيليون أصحاب الدولة الفاطمية تدمير الدولة الرستمية في سنة 909 وقرر الأهالي أصحاب الهجرة إلى الجنوب حيث ما زالوا يعيشون حتى الوقت الحاضر.
اهتم العرب بالمذهب الإسماعيلي إلا أن هذا المذهب ما زال حتى هذا اليوم لا يحظى بالشعبية في معظم شمال أفريقيا والفاطميون أنفسهم تخلوا عن الجزائر وهاجروا إلى مصر تاركون شمال أفريقيا بحيث صار يحكمونها اسميا وفعليا فهي تحت حكم الزيريون. مع انحسار تهديد الدولة العباسية اتجه سكان الجزائر إلى اعتناق المذهب السني المالكي الذي انتشر بشكل كبير مما دعا الفاطميون إلى الانتقام منهم بالإيعاز إلى بدو بنو هلال بالعبث والفساد في هذه المنطقة مما جعل التشيع يتضاءل تدريجيا حتى أصبح شبه معدوم.
استطاع أصحاب دولة الموحدون أن يعيشوا في تجانس ديني ملحوظ مع المسيحيون الأرثوذكس. صار المذهب السني المالكي هو المهيمن على المجتمع الجزائري على الرغم من تواجد فئة قليلة من الإباضية واليهود. عندما حكمت الدولة العثمانية الجزائر جلبت معها أصول المذهب الحنفي ولكنهم وافقوا أن يضل الاحتكام في الأحكام الشرعية بين الجزائريين على أحكام المذهب المالكي إلا إذا كان أحد الأطراف تركيا فيتم الاحتكام إلى أحكام المذهب الحنفي. في خلال هذه القرون انتشر المذهب الصوفي وما زالت المدن الجزائرية تحمل اسم سيدي (س) دلالة على الصوفي الشهير الذي كان يعيش فيها. كان الصوفيون يتمتعون بشعبية كبيرة ويعيشون في الجبال كما دخلوا السياسة والمساعدة في التفاوض على اتفاقات وقف إطلاق النار.
استغرق الإسلام وقتا طويلا للانتشار في أقصى الجنوب حيث لم يعتنق الطوارق الإسلام إلا في القرن الخامس عشر الميلادي.

### الاستعمار الفرنسي

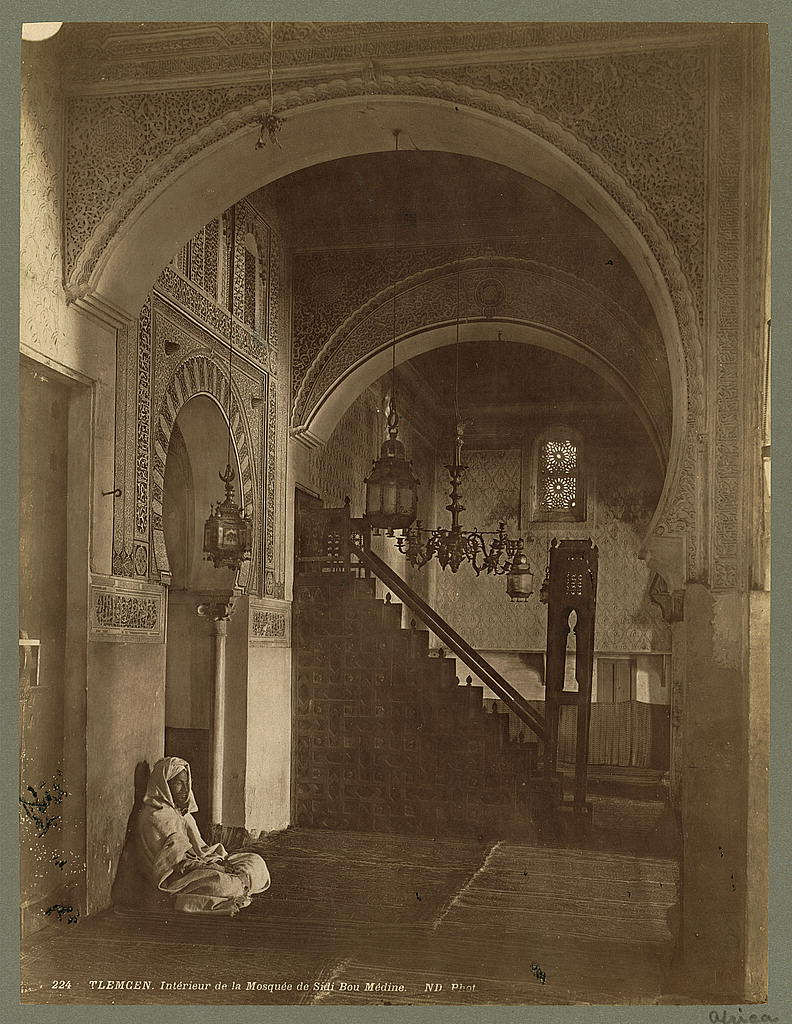
مسجد سيدي بومدين في مدينة تلمسان غرب البلاد

في سنة 1830 احتلت فرنسا الجزائر ولقي الفرنسيون صعوبة بالغة في احتلال باقي الأراضي بسبب المقاومة التي أبداها الشعب الجزائري خاصة القائد الأمير عبد القادر الذي جاهد من أجل إخراج الفرنسيين من بلاده. حتى بعد هزيمته استمرت المقاومة حتى سنة 1870 خاصة الشيخ محمد محمد المقراني.
بعد وقت قصير على تواجده في الجزائر قام النظام الاستعماري الفرنسي بتقويض الثقافة الإسلامية لدى الشعب الجزائري من خلال تطبيق القانون الفرنسي الذي نص على منع التجمعات وعدم حمل الأسلحة النارية أو ترك منازلهم أو قراهم من دون إذن. كان الفرنسيون يهدفون إلى فرنسة الشعب الجزائري من أجل أن يجعلونهم يتخلون عن الشريعة الإسلامية ولكنهم نجحوا مع قلة فقط. كانوا ينظرون إلى المدارس والزوايا الدينية بعين الريبة كمراكز مقاومة محتملة.
ومع ذلك ظهر عالم دين ومصلح يدعى عبد الحميد بن باديس في بداية العقد الثاني من القرن العشرين حيث حث على أهمية اللغة العربية والتربية الإسلامية مما جعلت دعوته تنتشر بشكل واسع بين المدارس مما جعل الإسلام أكثر ألفة بين الجزائريين.
في الإسلام فإنه من غير المقبول أن يكون حكام المسلمين غير مسلمين ولذلك كانت المقاومة تأخذ صبغة دينية إسلامية ويطلق على المقاومين لقب المجاهدون ومن يسقط قتيلا يطلق عليه اسم شهيد.

### بعد الاستقلال

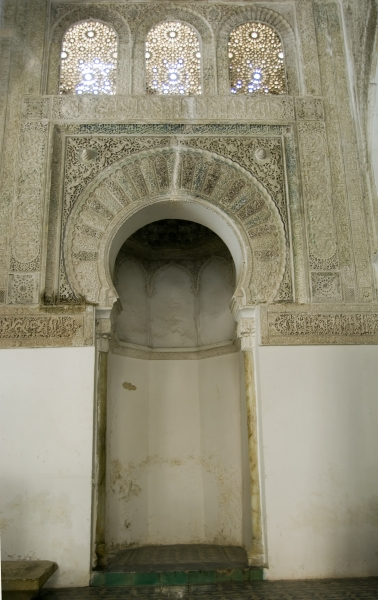
مسجد بالحسن

بعد الاستقلال أكدت الحكومة الجزائرية سيطرة الدولة على الأنشطة الدينية لأغراض وطنية. أصبح الإسلام دين الدولة حسب المادة الثانية من الدستور وكانت الدولة تحتكر بناء المساجد وبحلول منتصف الثمانينات أصبحت وزارة الشؤون الدينية تتحكم في حوالي 5 آلاف مسجد. تقوم الدولة بتدريب أئمة وخطباء المساجد كما تقوم بإدارة الأوقاف وتم إنشاء مدارس ومعاهد إسلامية. تقرر أن يتم إصدار قانون أحكام الأسرة حسب الشريعة الإسلامية ولن تبقى باقي التشريعات وضعية على سبيل المثال فإنه تم منع النساء المسلمات من الزواج بغير المسلمين حسب قانون أحكام الأسرة الجزائري لسنة 1984 بينما يبيح القانون الوضعي بيع الخمور. تلك التدابير لم ترض الجميع.
في سنة 1964 أصبحت الحركة الإسلامية المتشددة القيم الجناح العسكري للجبهة الإسلامية للإنقاذ اعتبارا من التسعينات. طالبت حركة القيم بهيمنة التشريعات الإسلامية على الأنظمة السياسية حيث ترى أن النظام الغربي مسيطر على الحياة الاجتماعية والثقافية للجزائريين.
على الرغم من قمع الإسلاميين المتشددين إلا أنهم عاودوا الظهور في السبعينات تحت اسم مختلف وجمعية أخرى. بدأت الحركة الجديدة تمتد إلى الجامعات حيث تم تشجعيها من قبل الدولة باعتبارها الثقل المتوازن للحركات الطلابية اليسارية. اعتبارا من الثمانينات أصبحت الحركة قوية وحدث اشتباكات دامية في الحرم الجامعي في بن عكنون من جامعة الجزائر في نوفمبر 1982. أدى العنف إلى أن تقوم الدولة بتضييق الخناق على هذه الحركة مما أدى إلى مواجهات بينهما في الثمانينات والتسعينات.
صعود نجم الإسلاميين جعل المجتمع الجزائري يتأثر بهم على سبيل المثال ازدياد لبس الحجاب بين النساء لأنه حماهم من التعرض للمضايقات في الشوارع، الجامعات، وأماكن العمل. تواجد الإسلاميين القوي جعل قانون أحكام الأسرة يظهر بشكل أقل ليبرالية مما كان سيظهر به.
بعدما فازت الجبهة الإسلامية للإنقاذ بالانتخابات النيابية 1991 تم إلغاء النتائج وحل الجماعة من قبل الجيش واندلع التوتر بين الإسلاميين والحكومة تحول إلى قتال مفتوح استمر 10 سنوات قتل خلالها حوالي 100 ألف شخص. ما تزال بعض الحركات الإسلامية أمثال حركة مجتمع السلم وحركة النهضة الإسلامية متواجدة على الساحة السياسية وسمحت لها الحكومة بخوض الانتخابات النيابية في وقت لاحق. أقر في السنوات الأخيرة قانون الوئام المدني وميثاق السلم والمصالحة الوطنية بتوفير العفو عن معظم الجرائم التي تم ارتكابها أثناء الحرب الأهلية.

## الممارسة

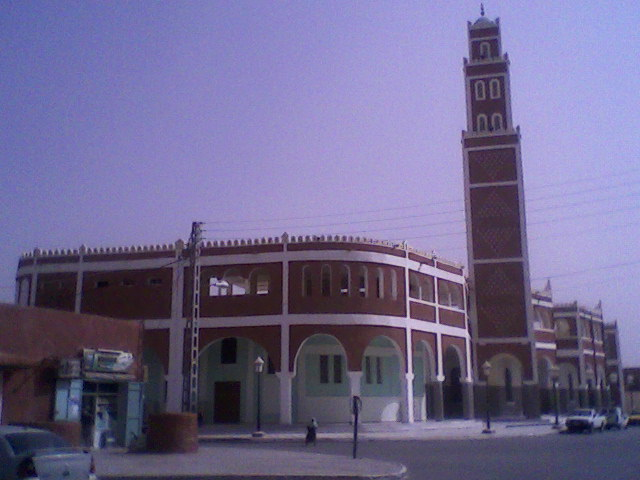
مسجد بن الكبير في أدرار

غالبية الشعب الجزائري مسلم بالإضافة إلى المقيمين المسيحيين الذين يبلغ عددهم أقل من 0.01% من السكان وأغلبيتهم من الأجانب. من الصعب تحديد عدد الملحدين ولكنهم يتمركزون في المدن الكبيرة المذهب السني هو السائد بين أفراد الشعب باستثناء خمس واحات صحراوية ما زالت تعتنق المذهب الإباضي.
المذهب الغالب هو السني المالكي باستثناء العائلات ذو الأصول التركية الذين ما زالوا يعتنقون المذهب السني الحنفي. تراجعت أعداد المتبعين للطريقة الصوفية.
شعبية التيار الإسلامي يتقلب وفقا للظروف حيث أن في الانتخابات التشريعية والبلدية لسنة 1991 حصلت الجبهة الإسلامية للإنقاد على أغلب المقاعد والبلديات. وفي المقابل فإن حزب التجمع من أجل الثقافة والديمقراطية الحزب العلماني المعادي للتيارات الإسلامية استطاع الحصول على 8% من المقاعد في المقابل ولم يستطع الحصول على أي مقعد في انتخابات 1991 التي تم إقاف مساره وحل الحزب الإسلامي بعد وقف المسار من طرف النظام.

## المذاهب الفقهية
لم يصبح المذهب المالكي بالجزائر مذهب الأغلبية إلا في القرون المتأخرة، فالجزائر تاريخيا كانت تتنازعها ثلاث مذاهب إسلامية، أولها المذهب الإباضي الذي رُسم مع الدّولة الرستمية، والمذهب الحنفي الذي كان موجودا قبل المذهب المالكي، والذي أعطى له الوجود العثماني بالجزائر نفسا جديدا، ثم المذهب المالكي الذي أصبح المذهب الرسمي للدولة الجزائرية.
يعتبر المذهب المالكي بالجزائر اليوم هو المذهب الرسمي والغالب، وحسب وزارة الشؤون الدينية فإن نسبته تفوق 98 بالمئة، متبوعا بالمذهب الإباضي الذي ينحصر وجوده حاليا في منطقة غرداية وبعض الجيوب في الجنوب والشمال، ثم يأتي المذهب الحنفي الذي تقلص بشكل كبير ويوجد في منطقة المدية والبليدة. كما نسجل حضورا لبعض المذاهب الأخرى، كالتيار السلفي الوهابي، وبعض المئات الذي يعتنقون المذهب الشيعي خاصة بعين تموشنت، الواد، وهناك فرقة الأحمدية التي بدأت تظهر ولكن أتباعها يعدون على الأصابع.[بحاجة لمصدر]

## وصلات خارجية
- الموقع الرسمي للوزارة
- الحركات الإسلامية في شمال أفريقيا بعد أحداث 11 سبتمبر
- هذا الصوفية بعد الاستقلال